# Vas (ancien comitat)
Vas (latin : Comitatus Castrifèrreus, allemand : Eisenburg, slovène : Železna županija ou Železna) était un comté administratif ou comitat (comitatus) du royaume de Hongrie. Son territoire est aujourd'hui divisé entre la Hongrie, l'Autriche et la Slovénie.

## Géographie
Le comitat de Vas partageait ses frontières avec les terres autrichiennes de Basse-Autriche et de Styrie, ainsi que les comitat hongrois de Sopron, Veszprém et Zala. Il s'étendait entre la rivière Mura au sud, les contreforts des Alpes à l'ouest et la rivière Marcal à l'est. Le comitat est traversé par la rivière Raab. Sa superficie était de 5474 km² vers 1910. 